# Chlebowiec właściwy
Chlebowiec właściwy (Artocarpus altilis), czyli chlebowe drzewo właściwe – gatunek rośliny z rodziny morwowatych. Pochodzi prawdopodobnie z Moluków, Nowej Gwinei, Mikronezji, Wysp Salomona i Vanuatu. Jest szeroko rozprzestrzeniony w uprawie i dziczejący w strefie tropikalnej. Rośnie w niskich położeniach (do 600 m n.p.m.) na terenach zalewowych w dolinach rzek.

## Morfologia

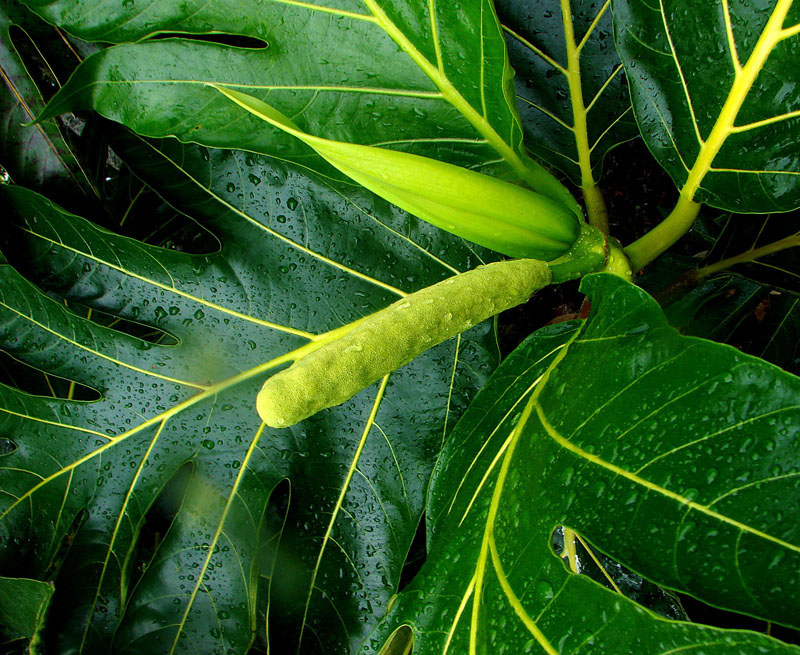
Kwiatostan

PokrójDrzewo osiągające wysokość do 15 m, o rozłożystej koronie i masywnym pniu (do 1 m średnicy).
LiścieOsiągają do 30 cm długości, skórzaste, z wierzchu ciemnozielone i błyszczące, od spodu szorstko owłosione. Blaszka liściowa w zarysie owalna, pierzasto wcinana, klapy szerokie i zaostrzone.
KwiatyKwiaty drobne i rozdzielnopłciowe (roślina jednopienna). Mające mięśniowaty okwiat kwiaty żeńskie tworzą główkowaty kwiatostan. Kwiaty męskie zebrane w zwisłe kotki, mają 2-3 dzielny okwiat i 1 pręcik.
OwocSynkarpiczny – powstaje w wyniku mięśnienia całego kwiatostanu żeńskiego. Przybiera kształt kulisty lub owalny, z zewnątrz zielony, w środku białawy, soczysto-mączysty. Osiąga masę do 5 kg. Okrywa jest skórzasta i gęsto pokryta elastycznymi wyrostkami (istnieją odmiany uprawy bezkolcowe).

## Zastosowanie

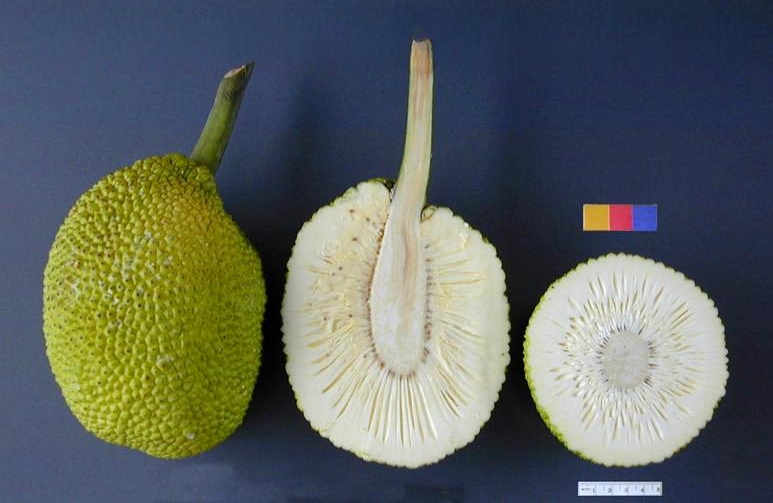
Owoc

Kulinaria: Owoce i nasiona drzewa chlebowego są jadalne i bardzo pożywne – miąższ zawiera dużo skrobi i witamin, a nasiona obfitują w oleje. Miąższ owoców może być spożywany na surowo lub po ugotowaniu, prażeniu, pieczeniu i kiszeniu. Z nasion tłoczy się olej oraz praży i spożywa jak kasztany.
Silne włókna łykowe chlebowca używane są do wytwarzania sznurów, lin, grubych plecionek i worków.
Drewno jest lekkie i trwałe. Początkowo jest złocisto-pomarańczowe, z czasem staje się rdzawo-brązowe. Wykorzystywane jest jako dekoracyjne do rękodzieła artystycznego oraz do wyrobu czółen.
Do celów leczniczych wykorzystywany jest lateks naturalny – biały i kleisty, zawarty w pniu, liściach i niedojrzałych owocach. Wcierany w skórę działa znieczulająco. Stosowany jest przy różnych chorobach skóry oraz infekcjach przewodu pokarmowego i dróg oddechowych.